# 雷音乡
雷音乡，是中华人民共和国四川省自贡市荣县曾经下辖的一个乡。2019年9月撤销，其所属行政区域划归新桥镇管辖。

## 行政区划
雷音乡撤销前下辖以下地区：
狮子湾社区、圭山寺村、塘嘴村、桅杆坳村和新屋坝村。